# Teucholabis pabulatoria
Teucholabis pabulatoria är en tvåvingeart som beskrevs av Alexander 1920. Teucholabis pabulatoria ingår i släktet Teucholabis och familjen småharkrankar.
Artens utbredningsområde är Guatemala. Inga underarter finns listade i Catalogue of Life.